# Oh Takbeon
Oh Takbeon (en hangul, 오탁번; Jecheon, 3 de julio de 1943-15 de febrero de 2023) fue un escritor y crítico surcoreano.

## Biografía
Oh Takbeon nació el 3 de julio de 1943 en Jecheon, provincia de Chungcheong del Norte, actual Corea del Sur. Fue a la Universidad de Corea, donde estudió literatura coreana, y ha trabajado también en la misma universidad en el departamento de educación coreana.

## Obra
Su primera obra publicada fue el cuento para niños "Cheori y su padre" (Cheoriwa abeoji), que fue premiado en el concurso literario de año nuevo patrocinado por el periódico Dong-a Ilbo en 1966. El valor de la inocencia asociado con la infancia ha sido una preocupación persistente en su obra. La idealización del estado natural de gracia en el cual viven los niños intensifica el sentimiento de pérdida que acompaña a la madurez. Sus personajes adultos luchan contra la realidad a través de comportamientos impulsivos que desobedecen las normas convencionales o abrazan el poder curador de la imaginación maternal. Con frases concisas e ingeniosas, simbolismos concretos y un tono vivaz que es característico de los cuentos de niños, refleja la ingenuidad de un niño en su estilo de escritura.
Es conocido por sus obras de ficción y poesía, y ha ganado premios en ambos campos. También ha escrito varias obras de crítica sobre poesía moderna y literatura histórica coreana.

## Obras
Estas son algunas de sus obras en coreano.

### Poemas
- 1967, Esta mañana resplandenciente y plateada (Suneuni binnaneun i achim)
- 1967, La tierra de la ejecución (Cheohyeongui ttang)
- 1969, Nevada (Gangseol)
- 1983 El oficial insignificante (Hagwan

### Ficción
- 1970, El templo Gadeung (Gadeungsa)
- 1971,  La boda (Hollye)
- 1971, Volver  a casa (Guiro)
- 1981 Cómo girar la llave (Yeolsoereul dollineun beop)
- 1983, La tumba del lenguaje (Eoneoui myoji)
- 1984, Flor luna (Dalmaji kkot)

## Premios[3]
- 1967, Premio literario Joongang
- 1987,  Premio literarui Hanguk Munhak
- 1994, Premio literario Dongseod
- 2003, Premio de la Asociación de poetas coreanos
- 2010, Premio literario Kim Sakkat